# سیارک ۱۳۳۳۳
سیارک ۱۳۳۳۳ (به انگلیسی: 13333 Carsenty، نامگذاری:1998SU59) سیزده هزار و سیصد و سی و سومین سیارک کشف شده‌است که در ۱۷ سپتامبر ۱۹۹۸ کشف شد.
قدر مطلق سیارک برابر ۱۷.۰ است.